# Jacob-Bellecombette
Jacob-Bellecombette é uma comuna francesa na região administrativa de Auvérnia-Ródano-Alpes, no departamento da Saboia. Estende-se por uma área de 2.47 km². Em 2010 a comuna tinha 4 149 habitantes (densidade: 1 679,8 hab./km²).